# 黃文煥
黃文煥（？—17世紀），字維章，號坤五，福建福州府永福縣人，明朝、南明政治人物。

## 生平
黃文煥學識淵博，于天啟四年（1624年）中舉人，次年（1625年）聯捷進士，歷任海陽、番禺、山陽知縣，遷任翰林院編修。
崇禎十三年（1640年），黃文煥因為黃道周勸諫崇禎帝一事被連坐，和仲吉同時入獄；弘光年間獲釋，擢官中允、詹事，南京失陷後隱居到去世，有《四書詩經》、《嫏嬛》、《陶詩杜詩註》、《楚詞聽直》、《頳留集》、《老莊註》、《秦漢文評》、《館閣文集》等著作流傳。

## 家族
子黃班由諸生任職副總兵，投降清朝，引清兵攻陷福京，終官肇羅僉事。